# التعلم العميق لمكافحة التعرج
التعلم العميق لمكافحة التعرج بالانجليزية (Deep Learning Anti-Aliasing) وعادة يختصر ب(DLAA) هو شكل من أشكال مكافحة التشويش المكاني (Spatial Anti-Aliasing) طوّرته شركة Nvidia يعتمد DLAA (ويتطلب) وجود وحدات من Tensor Cores الموجودة في بطاقات Nvidia RTX. 
التعلم العميق لمكافحة التعرج مشابه لـ "الترشيح العميق للتعلم" (DLSS) في طريقة مكافحة التعرجات، مع وجود فرق مهم يتمثل في أن هدف DLSS هو زيادة الأداء على حساب جودة الصورة، بينما الأولوية الرئيسية لـ DLAA هي تحسين جودة الصورة على حساب الأداء (بغض النظر عن الترقية أو التدرج في الدقة). DLAA مشابه لتقنية مكافحة التعرجات (TAA) حيث إن كلاهما حلول لمكافحة التعرجات المكانية تعتمد على بيانات الإطارات السابقة. مقارنة بـ TAA، يعد DLAA أفضل بكثير عندما يتعلق الأمر باللمعان، والوميض، والتعامل مع الشبكات الصغيرة مثل الأسلاك. 